# Åke Stenqvist
Åke Stenqvist (Suecia, 31 de enero de 1914-12 de agosto de 2006) fue un atleta sueco especializado en la prueba de 4x100 m, en la que consiguió ser subcampeón europeo en 1938.

## Carrera deportiva
En el Campeonato Europeo de Atletismo de 1938 ganó la medalla de plata en los relevos de 4x100 metros, con un tiempo de 41.1 segundos, llegando a meta tras Alemania (oro con 40.9 segundos que fue récord de los campeonatos) y por delante de Reino Unido (bronce).